# Pteromalus dendrolimi
Pteromalus dendrolimi är en stekelart som beskrevs av Matsumura 1926. Pteromalus dendrolimi ingår i släktet Pteromalus och familjen puppglanssteklar. Inga underarter finns listade i Catalogue of Life.